# Jurij Titov
Jurij Evlampievič Titov (in russo Юрий Евлампиевич Титов?; Omsk, 27 novembre 1935) è un ex ginnasta e dirigente sportivo sovietico, dal 1991 russo.

## Biografia

### Carriera dirigenziale
Dopo il ritiro dall'attività agonistica è divenuto dirigente sportivo. È stato presidente della Federazione internazionale di ginnastica (FIG) per 20 anni, dal 1977 al 1996. In qualità di Presidente della FIG, è stato anche membro del Comitato Olimpico Internazionale nel 1995-1996. È stato presidente della Federazione russa di ginnastica artistica dal 2004 al 2006.

## Palmarès

### Olimpiadi
- 9 medaglie:
  - 1 oro (Melbourne 1956 a squadre)
  - 5 argenti (Melbourne 1956 nella sbarra; Roma 1960 nel corpo libero; Roma 1960 a squadre; Tokyo 1964 nella sbarra; Tokyo 1964 a squadre)
  - 3 bronzi (Melbourne 1956 nel volteggio; Melbourne 1956 nell'all-around; Roma 1960 nell'all-around)

### Mondiali
- 9 medaglie:
  - 4 ori (Mosca 1958 nel volteggio; Mosca 1958 a squadre; Praga 1962 negli anelli; Praga 1962 nell'all-around)
  - 1 argento (Praga 1962 a squadre)
  - 4 bronzi (Mosca 1958 nel corpo libero; Mosca 1958 negli anelli; Mosca 1958 nella sbarra; Mosca 1958 nell'all-around)

### Europei
- 14 medaglie:
  - 8 ori (Parigi 1957 nel volteggio; Copenaghen 1959 nell'all-around; Copenaghen 1959 nel cavallo con maniglie; Copenaghen 1959 negli anelli; Copenaghen 1959 nel volteggio; Copenaghen 1959 nelle parallele simmetriche; Lussemburgo 1961 negli anelli; Lussemburgo 1961 nella sbarra)
  - 4 argenti (Parigi 1957 nell'all-around; Parigi 1957 negli anelli; Copenaghen 1959 nella sbarra; Lussemburgo 1961 nell'all-around)
  - 2 bronzi (Parigi 1957 nella sbarra; Copenaghen 1959 nel corpo libero)